# NGC 304

NGC 304

NGC 304 هي مجرة تتبع كوكبة المرأة المسلسلة. اكتشفها إدوارد ستيفان في 23 أكتوبر 1878.

## روابط خارجية
- NGC 304 على موقع ويكي سكاي: DSS2, SDSS, GALEX, IRAS, Hydrogen α, X-Ray, Astrophoto, Sky Map, Articles and images